# Idiocerus inconsequens
Idiocerus inconsequens är en insektsart som beskrevs av Evans 1935. Idiocerus inconsequens ingår i släktet Idiocerus och familjen dvärgstritar. Inga underarter finns listade i Catalogue of Life.